# Europa, Europa
Europa, Europa (niem. Hitlerjunge Salomon) – film wojenny z 1990 roku w reżyserii Agnieszki Holland, produkcji Artura Braunera i Margaret Menégoz. Koprodukcja polsko-francusko-niemiecka oparta jest na autentycznej autobiografii Solomona Perela, wydanej w 1989 roku. Opisywała ona losy Żyda, który chcąc uniknąć nazistowskiego prześladowania, udawał Aryjczyka.
W rolę Solomona wcielił się Marco Hofschneider, a partnerowała mu Julie Delpy. Muzykę do filmu skomponował Zbigniew Preisner, a za zdjęcia odpowiadał Jacek Petrycki. Film zdobył uznanie krytyków i liczne wyróżnienia, w tym Złoty Glob za najlepszy film nieanglojęzyczny oraz nominację do Oscara za najlepszy scenariusz adaptowany.

## Opis fabuły

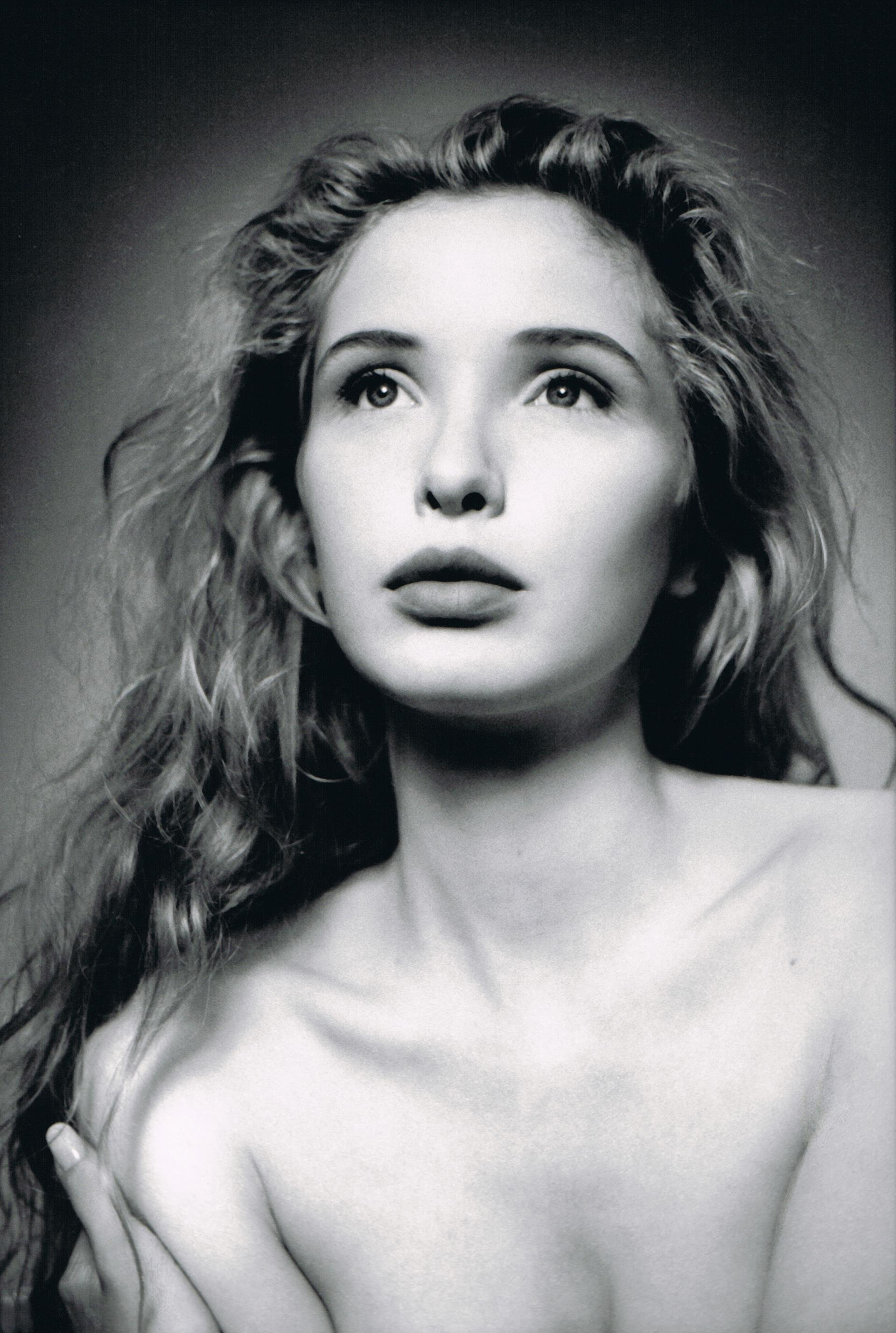
Francuska aktorka Julie Delpy (1991), odtwórczyni roli Leni

Rok 1938. Solomon, młody Żyd, mieszka z rodziną w Niemczech. W przededniu jego bar micwy dochodzi do nocy kryształowej. Zabita zostaje jego siostra. Rodzina postanawia wtedy uciec do Polski, ale we wrześniu 1939 roku Niemcy dokonują inwazji na ten kraj. Rodzice wysyłają więc chłopaka do Związku Radzieckiego, a sami stają się więźniami łódzkiego getta. Solomon spędza dwa lata w sierocińcu w Grodnie w Białoruskiej SRR, podporządkowuje się propagandzie komunistycznych władz i składa samokrytykę ze względu na „burżuazyjne pochodzenie”.
22 czerwca 1941 roku Niemcy atakują ZSRR i likwidują sierociniec. Wszyscy podopieczni zostają jeńcami, ale Salomon, który mówi doskonale po niemiecku, podaje się z powodzeniem za młodego więźnia komunistów. Dzięki umiejętnościom tłumacza (mówi po polsku i rosyjsku) zostaje włączony do pułku, który go znalazł. Następnie, przybierając nazwisko Joseph Peters, zostaje wysłany do Berlina, gdzie dołącza do elity Hitlerjugend. Ukrywa się w tej roli do końca wojny. W międzyczasie zakochuje się w zafascynowanej Hitlerem dziewczynie Leni. Leni jednak dostrzega jako pierwsza niearyjskie pochodzenie Solomona, który bez powodzenia próbuje zastąpić utracony napletek (jako że za młodu został obrzezany). Gdy kolejni nazistowscy znajomi Solomona nabierają podejrzeń, ten zostaje zaprowadzony do komisariatu. Szczęśliwie dla Solomona komisariat zostaje zbombardowany przez lotnictwo sowieckie. Oszczędzony przez wkraczającą do Niemiec Armię Czerwoną, Solomon wyjeżdża do Palestyny.

## Obsada
| Aktor              | Rola                                                   |
| ------------------ | ------------------------------------------------------ |
| Marco Hofschneider | młody Solomon Perel                                    |
| Julie Delpy        | Leni                                                   |
| René Hofschneider  | Isaak                                                  |
| Piotr Kozłowski    | David                                                  |
| André Wilms        | żołnierz Robert Kellerman                              |
| Ashley Wanninger   | Gerd                                                   |
| Halina Łabonarska  | matka Leni                                             |
| Klaus Abramowsky   | ojciec Solomona                                        |
| Michèle Gleizer    | matka Solomona                                         |
| Marta Sandrowicz   | Bertha                                                 |
| Nathalie Schmidt   | Basia                                                  |
| Delphine Forest    | Inna                                                   |
| Martin Maria Blau  | Ulmayer                                                |
| Andrzej Mastalerz  | Zenek                                                  |
| Anna Seniuk        | działaczka hitlerowska                                 |
| Ryszard Pietruski  | Adolf Hitler w śnie                                    |
| Alosza Awdiejew    | major radziecki                                        |
| Artur Barciś       | żołnierz radziecki                                     |
| Tadeusz Wojtych    | dentysta                                               |
| Kama Kowalewska    | Kati                                                   |
| Zbigniew Bielski   | wychowawca w szkole Komsomołu                          |
| Jarosław Gruda     | żołnierz sowiecki w komsomolskiej szkole               |
| Bohdan Ejmont      | żołnierz sowiecki                                      |
| Aleksander Bednarz | Niemiec w tramwaju przejeżdżającym przez łódzkie getto |
| Włodzimierz Press  | syn Stalina                                            |
| Solomon Perel      | On sam                                                 |
| Stanisław Zatłoka  | Józef Stalin w śnie                                    |

## Produkcja

### Prace przygotowawcze

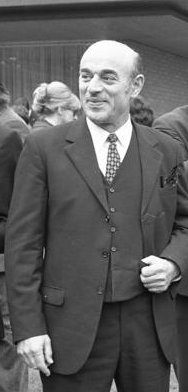
Artur Brauner, producent filmu (1971)

Reżyserką Europy, Europy była Agnieszka Holland, przebywająca na emigracji po wprowadzeniu w Polsce stanu wojennego w 1981 roku. Film powstał w koprodukcji polsko-niemiecko-francuskiej; pieczę nad jego produkcją sprawowali Niemiec żydowskiego pochodzenia Artur Brauner i Francuzka Margaret Ménégoz.
Współscenarzystą filmu był Paul Hengge, z którym Holland współpracowała jeszcze przy Gorzkich żniwach, lecz z tej współpracy nie była zadowolona. Niechętnie przyjęła więc projekt zaproponowany jej przez Braunera, który był producentem Gorzkich żniw. Holland udało się jednak przekonać do dofinansowania projektu Ménégoz (koproducentkę Dantona Andrzeja Wajdy), dzięki czemu Europa, Europa stała się pierwszą koprodukcją w dorobku polskiej reżyserki. W tym czasie Polska wkraczała w okres transformacji ustrojowej, co umożliwiło dofinansowanie projektu przez Polskę; Holland zyskała również większą swobodę twórczą nad projektem w porównaniu z Gorzkimi żniwami.
Producentem wykonawczym filmu został Lew Rywin, ówczesny dyrektor Centralnej Wytwórni Programów i Filmów Telewizyjnych „Poltel” przy Radiokomitecie. To z jego inicjatywy zdecydowano, że zdjęcia do filmu powstaną w Polsce.

### Obsada
Początkowo Holland w roli Solomona zamierzała obsadzić aktora René Hofschneidera, poznanego na warsztatach prowadzonych w Berlinie. Okazało się jednak, że René Hofschneider już był zbyt dojrzały, by odgrywać przekonująco rolę nastolatka. Polecił on natomiast swojego brata Marka Hofschneidera, który chodził wówczas do liceum. Julie Delpy, która grała Leni, została przedtem wypatrzona przez Holland po roli w filmie Jean-Luca Godarda Detektyw.

### Zdjęcia

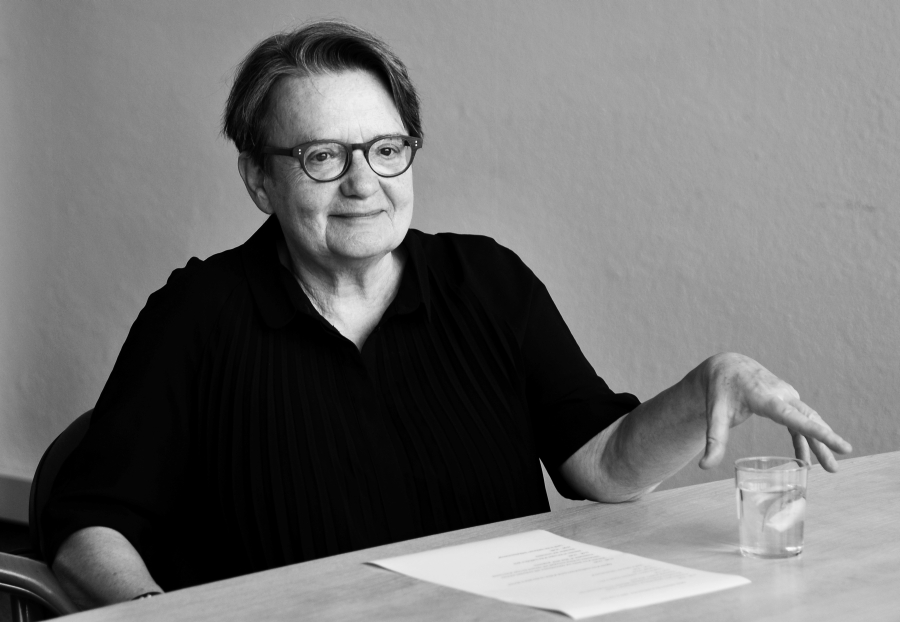
Agnieszka Holland, reżyserka filmu (2014)

Zdjęcia do Europy, Europy zrealizował polski operator Jacek Petrycki, znany wcześniej ze współpracy z Krzysztofem Kieślowskim. Petrycki musiał się odzwyczaić od swojego naturalistycznego stylu kręcenia filmów rodem z kina moralnego niepokoju; Holland nakłoniła operatora do wykorzystania przyjętych poza Polską metod kręcenia, np. długich jazd kamery i ujęć z zastosowaniem kranu kamerowego.
Muzykę skomponował natomiast Zbigniew Preisner, który zdobywał właśnie międzynarodową sławę również jako kompozytor Dekalogu Kieślowskiego. Scenografię zaprojektował Allan Starski, wcześniej współpracujący z Wajdą przy innym emigracyjnym filmie Miłość w Niemczech. Do ekipy filmowej Holland dodała również drugich reżyserów: swego byłego męża Laco Adamika oraz Marcina Latałło. Kierownictwo produkcji przejęła doświadczona Barbara Pec-Ślesicka, niegdyś członkini Zespołu Filmowego „X”.
Zdjęcia plenerowe kręcono w następujących lokacjach: Łódź (ul. Przybyszewskiego, cmentarz żydowski, Plac Kościelny, ul. Łagiewnicka), Warszawa (basen Pałacu Młodzieży w Pałacu Kultury i Nauki, cmentarz żydowski na Bródnie), Mińsk Mazowiecki (ul. Mireckiego), Katowice (tereny byłej Huty „Silesia”), Ossów. W międzyczasie Hengge kazał wycofać z czołówki filmu swoje nazwisko; przyczyną były wymuszone zmiany w scenariuszu (chodziło o zmianę losów siostry Solomona, która w rzeczywistości nie zginęła w 1938 roku, lecz dużo później podczas próby udzielenia pomocy przyjacielowi z obozu koncentracyjnego).

### Rozpowszechnianie
Światowa premiera Europy, Europy odbyła się 14 listopada 1990 roku we Francji. W Niemczech film miał premierę 31 października 1991, w Polsce zaś – 7 lutego 1992 roku. Jeszcze w 1990 roku film zaczął być dystrybuowany na kasetach VHS; dystrybutorami były francuska spółka Les Films du Losange oraz niemiecki CCC-Filmkunst. W 2003 roku rozpoczęła się dystrybucja filmu na płytach DVD, nakładem amerykańskiego wydawnictwa Metro-Goldwyn-Mayer. W 2019 zremasterowana edycja Europy, Europy, przeskalowana do rozdzielczości 2K, ukazała się na płytach Blu-ray nakładem wydawnictwa Criterion Collection.

## Odbiór

### Box office
Według portalu Box Office Mojo Europa, Europa przyniosła przychody w wysokości około 5,5 miliona dolarów z dystrybucji w Stanach Zjednoczonych. Z danych serwisu JP Box-Office wynika, że we Francji film zgromadził w kinach około 203 tysiące widzów.

### Odbiór w Niemczech
Choć początkowo Europa, Europa miała być kandydatem Republiki Federalnej Niemiec do Oscara w kategorii filmu nieanglojęzycznego, nie została nominowana przez niemiecką komisję, która uznała film za produkcję przeważająco francuską, na dodatek ze zdjęciami zrealizowanymi w Polsce. Komisja nie zgłosiła do nominacji w 1991 roku żadnego filmu produkcji niemieckiej. Decyzja komisji wywołała protesty w Niemczech; film Holland ostatecznie został nominowany do Oscara za najlepszy scenariusz adaptowany. Obrazoburczy był zwłaszcza sam niemiecki tytuł filmu, jawnie przywołujący motyw przynależności żydowskiego młodzieńca do hitlerowskiej organizacji młodzieżowej. Zdaniem amerykańskiej tłumaczki Susan Bernofsky i amerykańskiej badaczki Susan E. Linville do decyzji niemieckiej komisji mogła się przyczynić niechęć Niemców do stawiania siebie po raz kolejny w pozycji oprawców, jak również presja ze strony środowisk prawicowych w Niemczech.
W gazecie „Süddeutsche Zeitung” kwestionowano sens samego niuansowania przekazu o istocie nazizmu: „Jeśli wierzyć produkcji Agnieszki Holland, to naziści byli bandą świrów. Wiemy, w jaki sposób ci nieludzcy ludzie wierzyli, że potrafią rozpoznać Żyda; i właśnie w taki sposób reżyserka wierzy, że potrafi rozpoznać faszystę”. Często stawianym filmowi zarzutem było odbiegnięcie od autobiografii Solomona Perela na rzecz hollywoodzkiego „kiczu”, niewiarygodnych zmian losu bohatera oraz erotyzacji protagonisty; recenzent „Die Welt” dezawuował film jako przejaw „podglądactwa” i „obsesyjnego gdybania wokół seksu”.

### Odbiór w krajach anglosaskich
Hank Heifetz w recenzji Europy, Europy dla „Cineaste” pisał, że reżyserce udało się uniknąć pułapki próby realistycznego odwzorowania hitlerowskich mordów na Żydach; Holland uciekła się do poetyki literackiego absurdyzmu i egzystencjalizmu. Zdaniem Heifetza rezultatem pracy Holland jest „wspaniały film, który od razu zachwyca jako ekscytująca, niesamowita (a często także zabawna) opowieść, ale jednocześnie jako dzieło sztuki o bogatej strukturze i ponurym wydźwięku”. Peter Rainer w recenzji dla „Los Angeles Times” stwierdził, że „Holland przedstawia historię Solly’ego bez zbędnych ozdobników czy moralizatorstwa. Bohater ukazany jest bez upiększeń, jako ktoś, kto robił to, co musiał, aby przetrwać”. Julie Salamon, pisząc dla „The Wall Street Journal”, zauważyła, że Holland ryzykowała przy swym „figlarnym” humorze „strywializowaniem grozy” opowieści o Zagładzie Żydów z pozytywnym zakończeniem. Salamon jednak orzekła, że „polska scenarzystka i reżyserka doskonale sobie z tym radzi. To wspaniały film”.
Jay Carr w recenzji dla „The Boston Globe” chwalił grę Marco Hofschneidera w roli młodego Solomona, oceniając ją jako „pełną wyrazu i autentyczności”. Z kolei Jonathan Rosenbaum z pisma „Chicago Reader”, uznając film za arcydzieło, był pod wrażeniem batalistyki i rozmachu rzadko spotykanego u reżyserek:
Holland to jedyna reżyserka, która przychodzi mi na myśl, mająca w swoim dorobku sceny walki zbrojnej. Realizuje je z absolutną pewnością siebie, wnosząc jednocześnie ciepło i czułość, które rzadko można dostrzec w podobnych scenach tworzonych przez większość reżyserów.
Magazyn „The Economist”, odnosząc się do kontrowersji wokół filmu Holland w Niemczech, zamieścił opinię, iż „film przełamuje współczesne niemieckie tabu dotyczące podejścia do kwestii żydowskiej”.
Cyniczny oportunizm, z jakim Solomon realizuje swoją walkę o przetrwanie; sporadyczny humor przebijający się przez fabułę; miłość Solomona do młodej nazistki […]: wszystko to jest niewygodne dla niemieckiej publiczności, przyzwyczajonej do przedstawiania Żydów wyłącznie jako ofiar.
Krytyce film poddała natomiast Janet Maslin z pisma „The New York Times”. Maslin chwaliła wprawdzie „płynną i atrakcyjną” reżyserię Holland, lecz zarazem twierdziła, że „naiwność młodego bohatera, który w momencie, gdy stanął w obliczu poważnego moralnego dylematu, był zaledwie nastolatkiem, często wydaje się dziwnie kontrastować z dramatyzmem przedstawionych wydarzeń”.

## Analizy i interpretacje
Bogumiła Fiołek-Lubczyńska odnajdywała w Europie, Europie moment szczególny w twórczości Holland, kiedy reżyserka dotychczas pesymistycznych filmów umieściła „przysłowiowe światełko w tunelu”. Według Fiołek-Lubczyńskiej z dramatycznych wydarzeń wojennych Solomon „wyszedł obdarzony mocą – nadzieją i wiarą w to, że mimo przeciwności losu pozostał świadom tego, kim jest”.
Zdaniem Janet Lungstrum film Holland demonstruje, iż „odmienność Solly’ego jako żydowskiego mężczyzny jest jednocześnie realnym zagrożeniem dla jego życia i zupełnie nieistotna w szerszym kontekście”. Lungstrum interpretowała „wielokulturową europejską rzeczywistość o mieszanych granicach i splątanych tożsamościach narodowych” jako jedyne, co liczy się w chaosie wojennym przedstawionym w filmie; Solomon nie ma problemu z nawiązaniem przyjaźni homoerotycznej z nazistą-gejem Robertem (którego śmierć od kul Rosjan opłakuje), a ciało głównego bohatera jest nieustannie rejestrowane przez kamerę Holland jako przedmiot erotyczny. Niemiecki tytuł filmu, Hitlerjunge Salomon, Lungstrum odczytywała jako parodię nazwy niemieckiego filmu propagandowego Hitlerjunge Quex; film Holland podkreśla niesutanne ścieranie się kategorii narodowościowych w umownych scenach sennych, gdzie „Hitler tańczy ze Stalinem, martwy polski chłopiec-antysemita z sowieckiego sierocińca symbolizuje Chrystusa-męczennika, a strzały zastępują komunistyczne cukierki spadające z nieba”.
Filmoznawczyni Mariola Jankun-Dopartowa odczytała z kolei Europę, Europę jako diagnozę banalności zła i istoty totalitaryzmu. Zdaniem Jankun-Dopartowej film Holland dowodzi, że totalitaryzm został pozbawiony „demonicznych rysów” i jawi się jako przestrzeń bezpieczna dla tych, którzy się mu podporządkują. Ponadto zdaniem filmoznawczyni film jest pozbawiony postaci z gruntu negatywnych: „wszyscy pomagają bohaterowi, działają dla jego dobra, Niemcy z poczuciem humoru poszukują Żydów, Rosjanie prowadzą wzorcowy, tylko nieco spaczony ideologicznie, przytułek dla dzieci”. Jankun-Dopartowa podsumowuje, że i Solomon niemal entuzjastycznie poddaje się systemom totalitarnym: „gdyby nie piętno obrzezania, stopienie się Salomona z otaczającą go rzeczywistością byłoby idealne”.
Pasquale Iannone w retrospektywnym artykule dla magazynu „Senses of Cinema” podsumowywał całą dyskusję wokół filmu słowami: „Chociaż Europa, Europa Holland spotkała się z krytyką za niekonwencjonalne przedstawienie Holokaustu, pozostaje kluczowym dziełem kinematografii lat 90. Film, mimo że nie zdobył takiej sławy jak Lista Schindlera czy Życie jest piękne […], znakomicie ukazuje moralne dylematy i paradoksy wojny widziane oczami nastoletniego bohatera”.

## Spuścizna
Pomimo że Europa, Europa odniosła sukces artystyczny, gwałtowna reakcja krytyków niemieckich na film Holland przekreśliła dalszą karierę reżyserki w Niemczech. Dodatkowo reputację Holland nadwątlił równie raptowny atak Claude’a Lanzmanna i Danièle Heymann na równoległy film Korczak (1990) Andrzeja Wajdy, którego scenarzystką była właśnie Holland. Po realizacji filmu Olivier, Olivier (1991) Holland zrezygnowała z pracy w Niemczech i we Francji, przyjmując oferty hollywoodzkich producentów.

## Nagrody
| Rok  | Festiwal                                                 | Nagroda                                    | Odbiorca                                         | Wynik     |
| ---- | -------------------------------------------------------- | ------------------------------------------ | ------------------------------------------------ | --------- |
| 1990 | Międzynarodowy Festiwal Filmowy w Viareggio              | Nagroda za reżyserię                       | Agnieszka Holland                                | nagroda   |
| 1991 | Boston Society of Film Critics Awards                    | Najlepszy film obcojęzyczny                | Europa, Europa                                   | nagroda   |
| 1991 | Kansas City Film Critics Circle Awards                   | Najlepszy film obcojęzyczny                | Europa, Europa                                   | nagroda   |
| 1991 | Los Angeles Film Critics Association Awards              | Najlepsza muzyka                           | Zbigniew Preisner                                | nagroda   |
| 1991 | Los Angeles Film Critics Association Awards              | Najlepszy film obcojęzyczny                | Agnieszka Holland                                | nominacja |
| 1991 | National Board of Review                                 | Najlepszy film obcojęzyczny                | Europa, Europa                                   | nagroda   |
| 1991 | New York Film Critics Circle Awards                      | Najlepszy film obcojęzyczny                | Europa, Europa                                   | nagroda   |
| 1992 | Nagroda Stowarzyszenia Prasy Zagranicznej w Hollywood    | Złoty Glob za najlepszy filmu obcojęzyczny | Europa, Europa                                   | nagroda   |
| 1992 | Nagroda Amerykańskiego Stowarzyszenia Krytyków Filmowych | Najlepszy film                             | Europa, Europa                                   | nominacja |
| 1992 | Nagroda Amerykańskiego Stowarzyszenia Krytyków Filmowych | Najlepszy scenariusz                       | Agnieszka Holland                                | nominacja |
| 1992 | Amerykańska Akademia Sztuki i Wiedzy Filmowej            | Oscar za najlepszy scenariusz adaptowany   | Agnieszka Holland                                | nominacja |
| 1992 | Dallas-Fort Worth Film Critics Association Awards        | Najlepszy film obcojęzyczny                | Europa, Europa                                   | nominacja |
| 1993 | Brytyjska Akademia Sztuk Filmowych i Telewizyjnych       | Najlepszy film nieanglojęzyczny            | Artur Brauner Margaret Ménégoz Agnieszka Holland | nominacja |